# Rainer Maria Rilke
Rainer Maria Rilke (Prága, 1875. december 4. – Montreux, Valmont 1926. december 29.) osztrák impresszionista költő, a 20. század legnevesebb, német nyelven író költői közé tartozik.

## Életpályája
Prágában nőtt fel, gyermekkora és fiatalkora nem volt különösebben boldog. Rilke édesanyja, Sophie ("Phia") Entz egy lány gyermeknek adott életet Rilke előtt, aki egyhetes korában meghalt. A gyászoló anya Rilke kiskorában úgy viselkedett, mintha vissza akarná hozni az elveszített lányát, aminek egyik formája volt, hogy Rilkét rendszeresen kislányruhába öltöztette. Szülei a költészet és a művészet iránt fogékony Rilkét katonai akadémiára íratták be, ahova 1886 és 1891 között járt. A kadétiskola lelkileg és fizikailag egyaránt megviselte. Majd kereskedelmi akadémiára járt, de megszökött, végül magántanulóként tett érettségi vizsgát. 1895-től a prágai egyetemen művészettörténetet, irodalmat és filozófiát hallgatott. 1896-ban Münchenbe költözött és írói pályára lépett. Időközben megismerkedett Lou Andreas-Saloméval, aki megtanította oroszul, így az orosz klasszikusokat eredetiben olvashatta. Salomé volt az, aki Rainernek kezdte hívni inkább, s nem Renének. Fiatal korában (1899-ben és 1900-ban) Oroszországba többször ellátogatott, ahol Tolsztojjal is találkozott. Az 1900-as évek elején Párizsban telepedett le, ahol a szobrász Auguste Rodin titkára volt. 1901-ben feleségül vette Rodin egyik tanítványát és megbízást kapott egy Rodin-monográfia elkészítésére. 1919-ben Svájcban telepedett le, ahol barátai egy kastély tornyában biztosítottak számára lakóhelyet. Korai halálát fehérvérűség okozta.

## Művei
Egyik legismertebb műve az Archaikus Apolló-torzó. A félelem, a kiszolgáltatottság foglalkoztatja Malte Laurids Brigge feljegyzései (1910) című regényében. Verseskötetei: Imádságos könyv (1905); Képek könyve (1906); Duinói elégiák (1923); Szonettek Orpheuszhoz (1923); magyarul még: Válogatott versek. Prózai írások (I–II., 1961).
Kosztolányi Dezső szerint: "Művészetének tetőfokát jelenti a "Stundenbuch" (Órák könyve), ez a különös imakönyv, melybe minden mondanivalóját összefogja. Minden addigi írása zarándokút, hogy ehhez a könyvhöz és az Istenhez érkezzen. A kétségek feloldása ez: egy kacagó és viharos szeptimen-akkord. Elfinomult érzés-élet működik itten, mely indításait arról a láthatatlan területről szedi, melyről tudjuk, hogy életünket épp oly mértékben befolyásolja, mint az öntudat fényében égő terület. Még modorossága is, melyet sok bírálója kifogásol, az önkívület lázát szolgálja." (Idegen költők anthológiája II., 1937, Révai, Budapest, 180–181. old.)

## Magyarul

### 1944-ig
- Hogyan szeretett és halt meg Rilke Kristóf kornétás?; ford. Kállay Miklós; Tevan, Békéscsaba, 1917
- Ének Rilke Kristóf zászlós szerelméről és haláláról; ford. Franyó Zoltán; Márványi, Marosvásárhely, 1917
- Rainer Maria Rilke versei; ford. Reményik Sándor; Erdélyi Szemle, Cluj-Kolozsvár, 1919
- Imádságos könyv; ford. Kállay Miklós; Genius, Budapest, 1921
- Mesék a jó Istenről; ford. Bartos Zoltán; Pán, Bp., 1921
- Mesék és melódiák; ford. Csöndes Pál; Rózsavölgyi, Bp., 1921 (Kis Helikon)
- Rodin; ford. ifj. Gaal Mózes; Kultúra, Bp., 1922 (Kultúra Könyvtár)
- Ének Rilke Kristóf kornét szerelméről és haláláról; ford. Raith Tivadar; bibliofil kiad.; Magyar Írás, Bp., 1923 (Kelő nap sorozat)
- Miképen érte a szerelem és halál Rilke Kristóf kornétást; ford. Barinkay Ferenc; Lantos, Bp., 1931
- Malte Laurids Brigge feljegyzései; ford. Meraviglia-Crivelli Olga, Bottyán János, bev. Bottyán János; Franklin, Bp., 1944

### 1945–1989
- Válogatott versek; ford. Lukács László; Révai, Bp., 1945
- Malte Laurids Brigge feljegyzései; ford., bev. Bor Ambrus; Franklin, Bp., 1946
- Levelek egy fiatal költőhöz; ford. Szabó Ede; Egyetemi Ny., Bp., 1947 (Az Egyetemi Nyomda kis tanulmányai)
- Prózai írások; ford. Görgey Gábor, Rónay György, Szabó Ede; Európa, Bp., 1961
- Válogatott versek; vál., életrajz, jegyz. Szabó Ede, bev. Vajda György Mihály, ford. Fodor András et al.; Magvető, Bp., 1961
- Rainer Maria Rilke versei; vál. Szabó Ede, ford. Ambrus Tibor et al.; Európa, Bp., 1983 (Lyra mundi)
- Auguste Rodin; ford. Szabó Ede; Helikon, Bp., 1984
- Orpheus, Eurydike, Hermes; ford. Szabó Lőrinc; Magyar Iparművészeti Főiskola, Bp., 1986
- Duinói elégiák; ford. Tandori Dezső, Tellér Gyula; Helikon, Bp., 1988 (Helikon stúdió)

### 1990–
- Ősz. Tíz lap a Képek könyvéből / Herbst. Zehn Blätter aus dem Buch der Bilder; ford. Kányádi Sándor; Kriterion, Bukarest, 1990
- Rilke nyomában. Műfordítások; ford., bev., jegyz. Farkasfalvy Dénes; Szt. István Társulat, Bp., 1990
- Válogatott prózai művek; vál. Halasi Zoltán, ford. Barna Imre et al.; Európa, Bp., 1990
- Történetek a Jóistenről; ford. Vidor Miklós; Szt. István Társulat, Bp., 1991
- Rainer Maria Rilke legszebb versei; ford. Csorba Győző et al.; Móra, Bp., 1994 (A világirodalom gyöngyszemei)
- Levelek, 1–5.; vál., ford., előszó, jegyz. Báthori Csaba; Új Mandátum, Bp., 1994–1999 (Emberhalász könyvek)
  - 1. 1899–1907
  - 2. 1907–1912
  - 3. 1912–1914
  - 4. 1914–1918
  - 5. 1919–1922
- A párduc. Válogatott versek; ford. Ambrus Tibor et al.; Interpopulart, Szentendre, 1995 (Populart füzetek)
- Malte Laurids Brigge feljegyzései; ford. Görgey Gábor; Fekete Sas, Bp., 1996
- Gedichte / Versek; ford. Kerék Imre; KecsmetionPress, Bp., 1996
- A halál napja. Válogatott elbeszélések; vál., ford. Erdélyi Z. János; Filum, Bp., 1997
- Malte Laurids Brigge feljegyzései és egyéb szépprózai írások; vál., összeáll. Fazakas István, ford. Barna Imre et al.; Fekete Sas, Bp., 2002
- Duinói elégiák; ford. Petra-Szabó Gizella et al.; epl, Bp., 2003 (Editio plurilingua)
- Duinói elégiák; ford. Pintér Gábor György, Pintérné Léderer Vera; Argumentum, Bp., 2003
- Történetek a Jóistenről; ford. Tandori Dezső; Eri, Bp., 2005
- Őszi nap. Válogatott versek; szerk., ford. Réfi János; Magyar Napló–Írott Szó Alapítvány, Bp., 2006
- Rilke Rainer Maria Rilke versei Tandori Dezső válogatásában és fordításában; Eri, Bp., 2007
- Rilke és angyalai. Önéletírás égiekkel. Műfordítások, rajzolások, hódolatok és vallomások, 1959–2009; ford. Tandori Dezső, szerk. Hafner Zoltán; Kortárs, Bp., 2009
- Prágai házioltár. Larenopfer, 1895; ford. Tandori Dezső; Kráter, Pomáz, 2013 (Költők, városok)
- Vallomás sötétből / Aus Dunkel ein Offenbares; ford. Suhai Pál; Orpheusz, Bp., 2014
- Levelek, 1-4.; ford. Báthori Csaba; Cédrus Művészeti Alapítvány–Napkút, Bp., 2014
  - 1. 1894–1910
  - 2. 1911–1916
  - 3. 1917–1922
  - 4. 1923–1926
- Szonettek Orfeuszhoz. Műfordítás bevezetéssel és jegyzetekkel; ford., bev., jegyz. Farkasfalvy Dénes; Szt. István Társulat, Bp., 2014
- Levelek egy ifjú költőhöz; ford. Báthori Csaba; L'Harmattan, Bp., 2014
- Mária élete. Eredeti szöveg és műfordítás. Bevezetéssel és jegyzetekkel; ford., bev. Farkasfalvy Dénes; Szt. István Társulat, Bp., 2015
- A Mária-kör. Rainer Maria Rilke versei és Suhai Pál versfordításai; kétnyelvű kiad.; Vigilia, Bp., 2023